# 작용 (물리학)
작용(作用, 영어: action)은 계의 시간에 따른 경로를 나타내는 물리량이다. 라그랑지언의 시간에 대한 적분이다. 계의 고전적 경로는 (고정된 초기 및 최종 조건 아래) 작용의 국소적 최소점, 국소적 최대점, 또는 안장점을 이루며, 이를 최소작용 원리라 부른다. 양자론에서는 경로적분에서의 위상을 나타낸다. 통상적 기호는 라틴 대문자 {\displaystyle S}다.

## 정의
라그랑주 역학에서 계의 동역학은 라그랑지언 {\displaystyle L(q,{\dot {q}},t)}에 의하여 결정된다. 이 경우, 계의 작용은 다음과 같다.
{\displaystyle S=\int L(q(t),{\dot {q}}(t),t)\;dt}
에너지의 단위를 지닌 라그랑지언의 시간적분이므로, 작용의 단위는 에너지×시간이다. 그 국제단위는 줄 초(J·s)다.
장론에서는 라그랑지언 대신 라그랑지언 밀도 {\displaystyle {\mathcal {L}}(\phi ,\partial _{\mu }\phi ,x^{\mu })}를 쓴다. 이 때, 계의 작용은 다음과 같다.
{\displaystyle S=\int {\mathcal {L}}\;d^{D}x}
여기서 {\displaystyle D}는 시공간의 차원의 수다.
작용 {\displaystyle S}를 지닌 고전적 계를 양자화하면, 그 분배 함수 {\displaystyle Z}는 다음과 같다.
{\displaystyle Z=\int \exp(-iS/\hbar )\;d\phi }
여기서 {\displaystyle D\phi }는 계의 장에 대한 경로 적분의 측도다. {\displaystyle \hbar }는 디랙 상수다. 이 때문에 {\displaystyle \hbar }를 "작용의 양자"로 일컫기도 한다.

## 역사
작용이라는 개념이 처음 개발될 때는 의미가 일정치 않았다.
- 고트프리트 라이프니츠, 요한 베르누이, 피에르루이 모페르튀는 빛의 작용을 그 경로에서 속도(혹은 그 역수)를 적분한 것으로 정의했다.
- 레온하르트 오일러(라이프니츠도 포함될 수 있음)는 물질 입자의 작용을 그 경로에서 속도를 적분한 것으로 정의했다.
- 모페르튀는 정의에에 여러 예외 조건을 두고, 논문 《형이상학적 원리로부터 유도한 운동과 평형의 법칙》[1]에서 작용을 현대의 위치 에너지로 정의하거나 가상 운동 에너지 및 충돌시에 운동량을 보존시키는 무언가로 정의하기도 하는 등 서로 모순되는 정의들을 제시했다.

## 같이 보기
- 라그랑지언
- 라그랑주 역학
- 뇌터의 정리
- 해밀턴 역학
- 변분법
- 함수미분
- 함수해석학
- 경로 적분
- 양자역학
- 플랑크 상수